# كوجي ياماساكي
كوجي ياماساكي (باليابانية: 山崎浩司؛ بالكانا: やまさき こうじ) هو لاعب كرة قاعدة ياباني، ولد في 31 أكتوبر 1980 في يودوغاوا-كو في اليابان.

## وصلات خارجية
- كوجي ياماساكي على موقع الدوري الياباني لكرة القاعدة (الإنجليزية)
- كوجي ياماساكي على موقعبيزبول رفرنس.كوم (الدوري الثانوي) (الإنجليزية)